# Championnat du Mali de football 2009
Navigation
Saison précédente Saison suivante
La saison 2009 du Championnat du Mali de football était la 42e édition de la première division malienne à poule unique, la Première Division. Les quatorze meilleurs clubs maliens sont regroupés au sein d'une poule unique où ils s'affrontent deux fois, à domicile et à l'extérieur. Les deux derniers du classement sont relégués en fin de saison et remplacés par les deux meilleurs clubs de Deuxième division.
C'est le Djoliba AC, tenant du titre, qui remporte à nouveau la compétition après avoir terminé en tête du classement final, avec six points d'avance sur le Cercle olympique de Bamako et sept sur le Stade malien. C'est le vingt-et-unième titre de champion du Mali de l'histoire du club, qui réussit même le doublé en s'imposant en finale de la Coupe du Mali face au Stade malien.

## Les clubs participants
| - Djoliba AC - AS Real Bamako - Cercle olympique de Bamako - USFAS Bamako - Centre Salif Keita - Onze créateurs de Niaréla - AS Korofina | - Stade malien - CS Duguwolofila - Jeanne d'Arc FC - Promu de Deuxième division - Stade malien de Sikasso - AS Bakaridjan - Al Farouk Tombouctou - Promu de Deuxième division - AS Bamako |

## Compétition

### Classement
Le barème de points servant à établir le classement se décompose ainsi :
- Victoire : 3 points
- Match nul : 1 point
- Défaite : 0 point

| Rang | Équipe                     | Pts | J  | G  | N  | P  | Bp | Bc | Diff |
| ---- | -------------------------- | --- | -- | -- | -- | -- | -- | -- | ---- |
| 1    | Djoliba AC'T'C             | 55  | 26 | 16 | 7  | 3  | 43 | 15 | +28  |
| 2    | Cercle olympique de Bamako | 49  | 26 | 14 | 7  | 5  | 37 | 20 | +17  |
| 3    | Stade malienC3             | 48  | 26 | 14 | 6  | 6  | 35 | 17 | +18  |
| 4    | USFAS Bamako               | 40  | 26 | 10 | 10 | 6  | 33 | 26 | +7   |
| 5    | AS Real Bamako             | 40  | 26 | 10 | 10 | 6  | 31 | 27 | +4   |
| 6    | Centre Salif Keita         | 38  | 26 | 10 | 8  | 8  | 34 | 26 | +8   |
| 7    | AS Korofina                | 35  | 26 | 9  | 8  | 9  | 32 | 23 | +9   |
| 8    | CS Duguwolofila            | 33  | 26 | 7  | 12 | 7  | 32 | 28 | +4   |
| 9    | Stade malien de Sikasso    | 33  | 26 | 9  | 6  | 11 | 25 | 30 | -5   |
| 10   | Jeanne d'Arc FCP           | 32  | 26 | 9  | 5  | 12 | 27 | 30 | -3   |
| 11   | AS Bakaridjan              | 29  | 26 | 6  | 11 | 9  | 26 | 30 | -4   |
| 12   | Onze créateurs de Niaréla  | 27  | 26 | 7  | 6  | 13 | 27 | 41 | -14  |
| 13   | AS Bamako                  | 25  | 26 | 5  | 10 | 11 | 28 | 38 | -10  |
| 14   | Al Farouk TombouctouP      | 7   | 26 | 1  | 4  | 21 | 11 | 70 | -59  |

|  | Qualification pour la Ligue des champions de la CAF 2010                                                                                 |
|  | Qualification pour la Coupe de la confédération 2010                                                                                     |
|  | Relégation en Deuxième division |
|  | T : Tenant du titre C : Vainqueur de la Coupe du Mali P : Promu de Deuxième division C3 : Vainqueur de la Coupe de la confédération 2009 |

## Bilan de la saison
| Championnat du Mali de football 2009 |                                |
| Champion                             | Djoliba AC (21e titre)         |
| Coupes et trophées                   |                                |
| Vainqueur de la Coupe du Mali 2009   | Djoliba AC                     |
| Qualifications continentales         |                                |
| Ligue des champions de la CAF 2010   | Djoliba AC                     |
| Coupe de la confédération 2010       | Stade malien (tenant du titre) |
| Coupe de la confédération 2010       | Cercle olympique de Bamako     |
| Promotions et relégations            |                                |
| Promus en Division 1                 | AS Police Bamako               |
| Promus en Division 1                 | AS Sigui Kayes                 |
| Relégués en Division 2               | AS Bamako                      |
| Relégués en Division 2               | Al Farouk Tombouctou           |